# Ogliastra

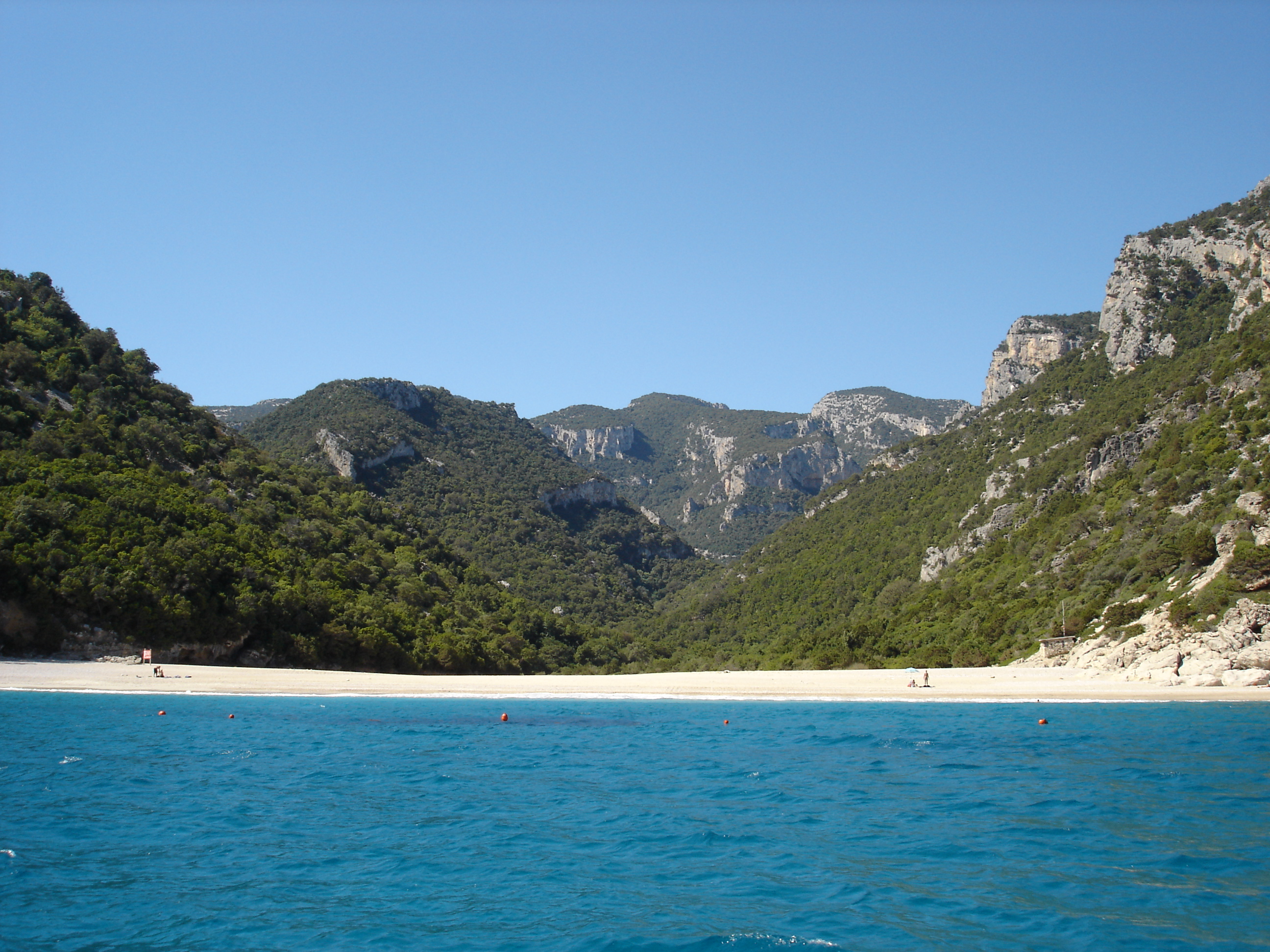
Cala Sisine.

L'Ogliastra est une région historique de Sardaigne (Italie), située dans la partie centrale de la côte orientale sarde donnant sur la mer Tyrrhénienne, qui a donné son nom à la nouvelle province de l'Ogliastra, en juillet 2001. Composée d'une montagne de pics calcaires, appelés tacchi, tombant dans la mer Tyrrhénienne entre des plages de sable blanc, ou des collines plantées de forêts de chênes verts et de vignobles, et caractérisée par l'une des densités de population les plus faibles d'Italie, elle est l'un des territoires d'Europe comptant le plus de centenaires. Avec l'une des densités les plus faibles d'Italie, l'Ogliastra a longtemps fait figure "d'île dans l'île, cultivant jalousement son art de vivre".

## Nom
Son nom dériverait de la présence d'oliviers sauvages, nommés olgiastu en sarde. Il a été orthographié de différentes manières, depuis Squillastrum jusqu'à Agugliastra en passant par Olasta, Ullasta, Ullaste. En latin, le nom dérive de oleaster, olivier sauvage. Selon Angelo Dettori dans son ouvrage Glossario Sardo-Logudorese, le nom Ogliastra dérive très probablement de l'ancienne dénomination Agugliastra, qui se réfère à des écueils de mer, formés par de nombreuses pointes rocheuses parsemant la côte est de la région. Angelino Usai écrit que la région s'est appelée successivement Agugliastra, Squillastrum à la suite de l'invasion romaine, Oleastra, Ollasta, Olasta, Ullaste, Ullastra, mais aussi Barbagia di Trigonia, du grec "trigonos", vu sa forme vaguement triangulaire.

## Géographie
Dans sa partie interne, très montagneuse, on trouve une alternance de schistes, de granites et de calcaires. La région comprend à l'Ouest la chaîne montagneuse du Gennargentu, littéralement « la Porte d'Argent », nom dû à la couleur argentée qui prédomine.
Le point le plus élevé de l'île, la Punta La Marmora, culmine à 1 834 m. Il s'étend en partie sur le plateau du Supramonte (it), et se divise en taccus, reliefs tabulaires se détachant nus des montagnes anciennes et laissant apparaître, çà et là, d'immenses obélisques naturels qui émergent de forêts de chênes verts, de plus en plus restreintes, à la suite d'une politique de déforestation et à des incendies d'origine criminelle pour la plupart. Dès le printemps, la région se parfume des senteurs du maquis méditerranéen où se mêlent les genévriers sauvages, le myrte, le lentisque (pistachier), le houx, la bruyère à petites fleurs rouges violacées, l'arbousier, le romarin, la lavande et le thym.
D'une étendue de 1 838 km2 et peuplée par quelque 60 000 habitants, elle comprend les sous-régions de Supramonte et la Quirra. Les rivières Flumendosa, Codula di Luna, Pramaera, Mirenu, Pelau, Rio di Quirra et San Giorgio l'irriguent de manière irrégulière : torrents impétueux en hiver, mais asséchés en été. Le Flumendosa alimente en eau toute la région grâce au barrage qui a créé le lac du même nom.

## Administration
À partir du 9 mai 2005, date de l'élection des nouveaux conseils provinciaux, elle fera partie de la province de l'Ogliastra, nouvellement créée par une loi régionale de 2001.
L'Ogliastra a pour chef-lieu administratif la ville de Lanusei, dont le statut est disputé par la ville de Tortolì avec son port d'Arbatax (dont le nom dérive de l'arabe, qui veut dire quatorze). Finalement les deux villes seront chefs-lieux de la nouvelle province en 2005.
Elle comprend les communes de :
- Arzana
- Bari Sardo
- Baunei
- Cardedu
- Elini
- Gairo
- Girasole
- Jerzu
- Ilbono
- Lanusei
- Loceri
- Lotzorai
- Osini
- Perdasdefogu (Foghesu)
- Seui
- Talana
- Tertenia
- Tortolì
- Triei
- Ulassai
- Ussassai
- Urzulei
- Villagrande Strisaili

## Population
L'Ogliastra est considéré comme « une île dans l'île », tout comme le massif montagneux du Gennargentu qui s'y situe en partie.
Avec quelque 30 habitants au km2, c'est est un territoire en moyenne moins dépeuplé que le centre de la Corse mais l'un des moins peuplés d'Italie. Il craint un « choc démographique », les jeunes, découragés par la faiblesse des revenus, ne parvenant pas à remplacer une population âgée. Les promoteurs du tourisme durable y ont développé avec les élus locaux des offres de découverte du territoire combinant gastronomie, randonnée et soutien aux exploitants agricoles,.

## Patrimoine
L'Ogliastra est un des hauts-lieux de la culture nuragique sarde, récemment étudiés par les archéologues. Parmi les traces de cette civilisation, les "bronzetti", des figurines de bronze de personnages masculins, féminins ou d'animaux, d'une quinzaine de centimètres de haut effectuées suivant la technique de la cire perdue, en particulier à partir du IXe siècle av. J.-C.. La coopérative "La nuova luna", créée en 1997 pour gérer le  Parc archéologique de Selene située au dessus de Lanusei, en plein cœur de la zone montagneuse de l'Ogliastra, héberge plusieurs de ces "bronzetti", qui sont également exposées au Musée archéologique national de Cagliari.
Sur le territoire de Villagrande Strisaili se trouvent temples, vastes villages de cette époque et artefacts restitués pour raconter la civilisation nuragique, dans la zone archéologique de Sa Carcaredda et le complexe nuragique de s arcu e is forros  deux sites, gérés par la société Archeonova.

## Centenaires
Villagrande Strisaili détient le record du monde de longévité masculine, au sein d'une Ogliastra connue comme l'une des régions disposant de la plus forte concentration de centenaires. Depuis 2016, leurs visages sont peints sur les murs des ruelles par des artistes locaux, avec pour chacun le nom, prénom et date de naissance.Les autres villages qui font partie de la zone bleue sont  Arzana, Talana, Baunei, Urzulei , Triei, Perdasdefogu, Osini, e Ulassai.

## Sports
L’escalade dans les falaises de la région, l'une des mieux dotées de Sardaigne, est facilitée par une série de grands escarpements rocheux, composés en partie de roches calcaires dolomitiques teintées de rouge, situées dans le massif montagneux qui compose une grande partie de l’Ogliastra. Le village d’Ulassai est ainsi niché au pied d'un site qui présente des similarités avec le Machu Picchu péruvien et dont les parois peuvent être escaladées du printemps à l’automne.

## Tourisme

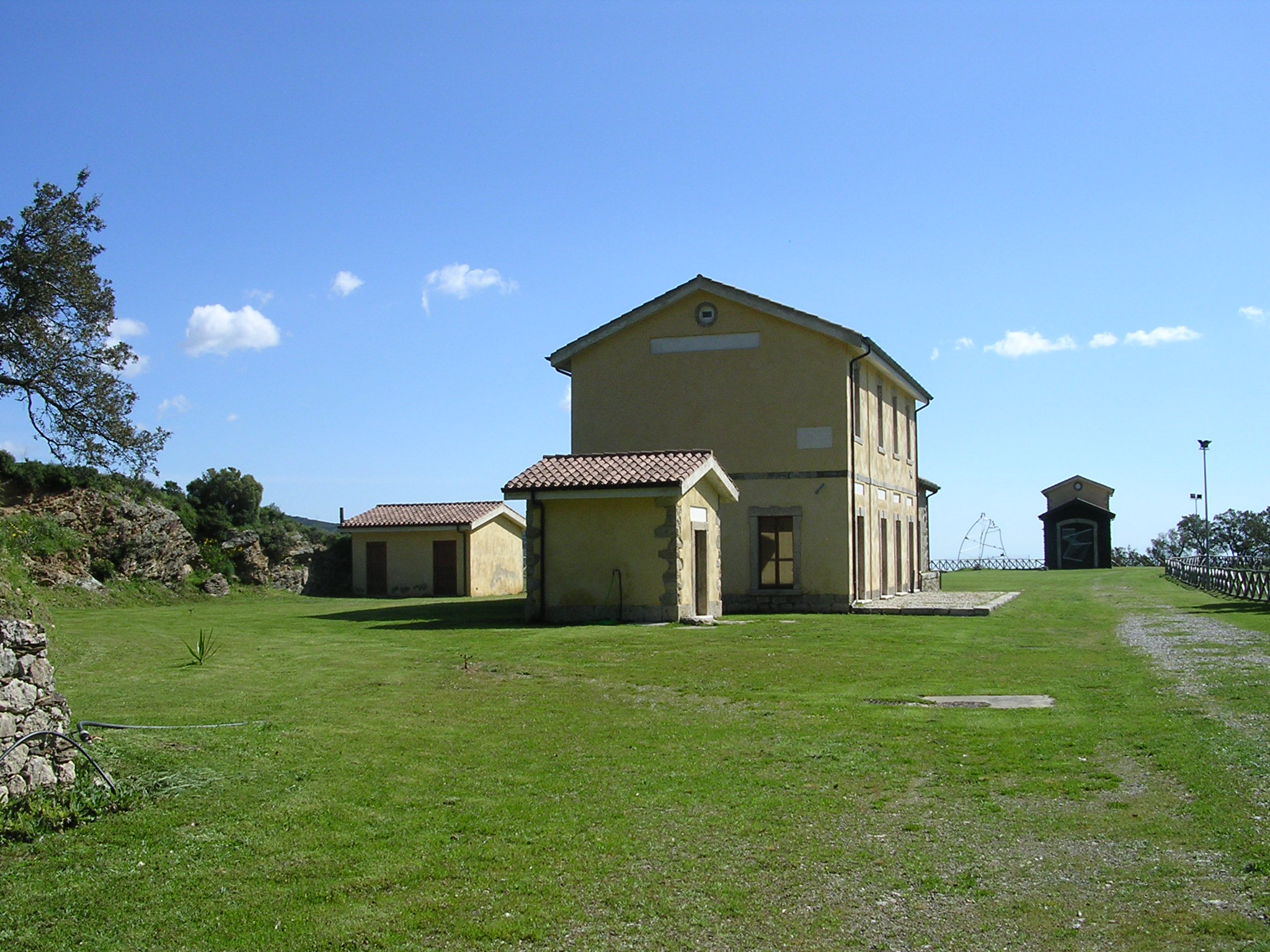
Le Musée d'Art Contemporain Ulassai Art Station.

Concernant le tourisme, la région est connue pour ses plages, sa gastronomie et pour la pratique de la randonnée en Sardaigne. Mais aussi pour l'escalade avec ces falaises notamment  à Jerzu et Ulassai.
L’alimentation en Ogliastra est locale de 70 à 80% et le tourisme y repose sur la "vie réelle, rustique et authentique", d'une région où la dimension « terroir » est jugée essentielle. Les touristes qui le souhaitent se voient proposé de "participer aux vendanges, suivre un bout de transhumance ou le travail de l’apiculteur, découvrir le pain sarde, l’huile d’olive, les herbes, la vie de berger".
L'Ogliastra dispose à la fois de chaînes de montagnes qui plongent dans une mer cristalline et douces collines qui descendent vers la côte, couvertes de bois de chêne épais ou d'un maquis méditerranéen luxuriant, avec des genévriers et champs d'asphodèles. Le voyageur peut y croiser un troupeau de moutons ou un petit âne traversant la route.
La région, "championne d’Italie du tri sélectif et de l’économie circulaire", a souhaité développer un projet de tourisme responsable, avec les acteurs locaux du tourisme, et en "coopération avec les territoires concernés", pour permettre de limiter le seul tourisme balnéaire. Depuis 2021 il est organisé à l'initiative de la ville Lanusei  un festival en septembre/octobre le Festival du tourisme responsable Itaca, avec une intervention de la commission Tran (Transport & Tourisme) du Parlement Européen et des professionnels italiens, français, allemands, autrichiens, et portugais du tourisme. Les visiteurs de ce festival sont conviés à découvrir les charmes authentiques de la région "mer et montagne" et à partager autour du "slow tourisme", à pied, en vélo, avec des ânes ou en bateau à voile et via une série de conférences, des visites et animations.
Concernant la randonnée, six jeunes italiens ont développé le projet de Va’ Sentiero, né du rêve de jeunes passionnés et de l’amour pour les montagnes, souhaitant traverser des villages et découvrir la Sardaigne de l’intérieur. En 2021, ils ont contribué à la réalisation et l'édition d’un guide numérique, en partenariat avec le Festival du tourisme responsable Itaca, la commune sarde de Lanusei et l'agence Sardaigne en liberté. La longueur du parcours, se déroule pendant de plus de 7 jours  en particulier la partie la plus montagneuse et la plus agréable, en Ogliastra.
Un sentier de randonnée a été mis en place avec des blogueurs concernés, équivalent du G20 qui traverse la Corse. Dans la région de Villagrande Strisaili, le cours d'eau du même nom a creusé et façonné le granit, avec deux chutes d'eau en succession et une série de piscines naturelles.
Les amateurs d'art ont entendu parler du Musée d'art contemporain, inauguré dans les anciens bâtiments de l'ancienne gare d'Ulassai, avec la donation d'environ 140 œuvres de l'artiste sarde Maria Lai, originaire d'Ulassai, parmi les plus significatives de sa carrière. Considérée comme une pionnière de l’art relationnel en Italie, elle est connue pour son chef-d'œuvre : Legarsi alla montagna («se lier à la montagne») et a vu sa notoriété et le prix de ses œuvres grandir après l'exposition à la Biennale de Venise.
Parmi les attractions touristiques existantes, l'observatoire astronomique, le nuraghe Gennacili, les tombeaux des géants, et les murs équipés pour l'escalade. Parmi les ouvrages en voie d'achèvement, un parc nuragique, ou plutôt une reproduction à l'échelle d'un village nuragique.
Selon le quotidien L'Unione Sarda, plusieurs maires envisagent avec intérêt une éventuelle exploitation sous forme de vélorail du tronçon ferroviaire désaffecté de l'Ogliastra qui d'Arbatax à Gairo, dévolu au "trenino verde", qui passe une fois le matin et une fois le soir. L'idée a été présentée en 2021 par l'agence Sardaigne en liberté. Le maire de Tortoli Massimo Cannas n'y est pas opposé "sur le tracé ferroviaire entre Tortolì et Arbatax" tandis que Marco Melis, maire d'Arzana a déjà étudié un projet dans ce sens avec la municipalité voisine de Lanusei.
Alors que dans les centres de Castelmezzano et Pietrapertosa, dans la province italienne de Basilicate, le "Vol de l'Ange", accroché à un câble d'acier robuste, suspendu dans l'air d'une ville à l'autre à une vitesse d'environ 120 km/h, est devenu célèbre, la même attraction est prévue, selon l'adjoint au maire de Lanusei, Salvatore Zito, sur environ 1500 mètres de saut entre les localités de Bosco Selene et Pissu de Cuccu. Ce sera la premiere Tyrolienne (transport) réalisé en Sardaigne et parmi les tout premiers en Italie. L'objectif est d'attirer des milliers de visiteurs par an.
Cette attraction pourrait devenir « opérationnelle fin juin », selon l'adjoint au maire, et complétera le parc archéo-astronomique de la Piana del Bosco Selene. Le chantier a cependant été suspendu « en raison de la flambée des coûts des matériaux pour réaliser les travaux », en particulier de l'acier. « Le fait que de nombreuses aciéries sont situées dans des pays actuellement en guerre » a aggravé l'impact de la « baisse des exportations de Chine, également en raison de la pandémie » et « pour réaliser les travaux », il faudra « lancer un nouvel appel d'offres », selon M. Zito. Mais finalement, selon un article du journal quotidien L'Unione Sarda, le projet a pu reprendre.